# Albești (Botoșani)
Albești is een Roemeense gemeente in het district Botoșani.
Albești telt 6871 inwoners.